# Palacio de los Olvidados

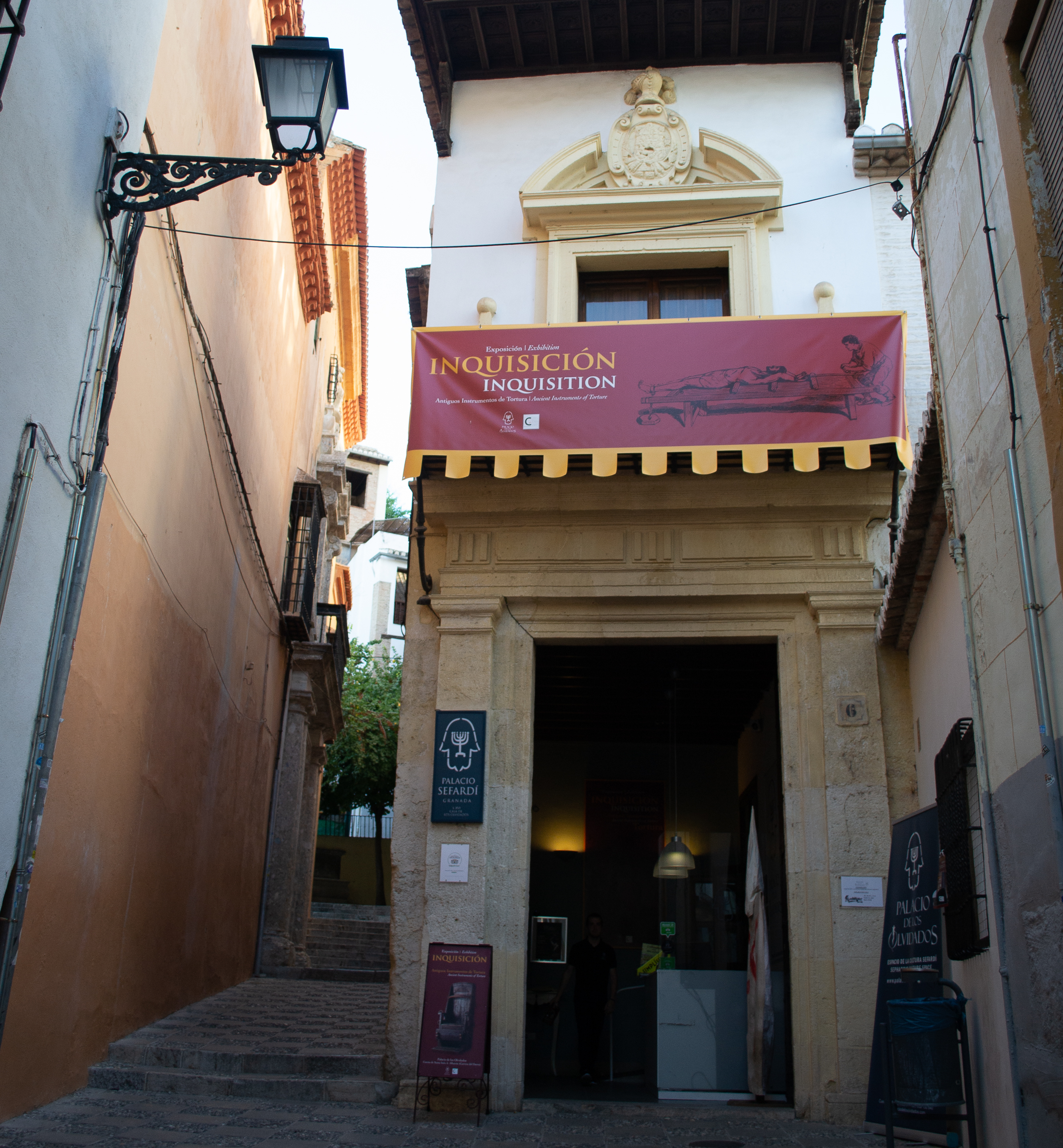
Haupteingang des Palacio de los Olvidados

Der Palacio de los Olvidados (Spanisch: Palast der Vergessenen) ist ein Museum in Granada, Spanien, das der spanischen Inquisition, der jüdischen Geschichte und dem kulturellen Erbe Granadas und Andalusiens gewidmet ist. Das Gebäude befindet sich im Albaicín, einem Viertel, das 1994 von der UNESCO als Erweiterung der monumentalen Anlage der Alhambra und des Generalife zum Weltkulturerbe erklärt wurde.

## Gebäude und Ausstellungen
Das 2014 eröffnete Museum befindet sich im symbolträchtigen Casa-Palacio de Santa Inés (Palast-Haus der Heiligen Agnes), einem restaurierten Gebäude aus dem 16. Jahrhundert, das zum Bien de Interés Cultural (spanisches Kulturerbe) erklärt wurde. An seiner Fassade befindet sich ein nicht identifiziertes Wappen, dessen Merkmale darauf hindeuten, dass es einem zum Christentum konvertierten Juden (Converso) gehörte, von dem es als Beweis für seine limpieza de sangre (Blutreinheit) verwendet worden sei.
Das Museumsgebäude verfügt über mehr als 700 m² Ausstellungsfläche, einzigartige Säle und Balkone, Erker und Aussichtspunkte, die einen Blick auf die Alhambra und den Albaicín bieten.
Das Museum kombiniert Elemente, die Teil seiner architektonischen Struktur sind, mit Objekten aus privaten Sammlungen, hauptsächlich der von der Familie Crespo López gestifteten, die auf die beiden Etagen des Ausstellungsraums verteilt ist. Die Exponaten betreffen die Inquisition, Conversos, religiöse Symbolen sowie liturgische und rituelle Gegenstände und Feste. Der Schwerpunkt liegt auf der Bedeutung der Frauen innerhalb der sephardischen Kultur und auf den symbolträchtigsten Persönlichkeiten der lokalen jüdischen Gemeinde, wie Samuel ibn Nagrela, Moses ibn Esra oder Jehuda ibn Tibbon. Am Ende des Rundgangs gelangen die Besucher in einen Raum, in dem eine Nachbildung des Ritualbads (Mikwe) von Úbedas Wassersynagoge (Jaén) zu sehen ist.
In den letzten Jahren beherbergt das Museum zwei Dauerausstellungen: "Inquisition: Antike Folterinstrumente" und "Interaktiver Flamenco". Um die Bedeutung der Inquisition im Alltag der Juden Granadas zu betonen, teilen sich beide Themen denselben Raum. Ein Galgen mit Blick auf die Alhambra, Guillotinen und "Foltermasken" mischen sich im Palast der Vergessenen mit Symbolen der sephardischen Kultur, Sonnenuhren und astrophysikalischen Fortschritten, die an die Anwesenheit und Verfolgung der Juden erinnern und die Licht und Schatten dieser Zeit in der jüdischen und spanischen Geschichte aufweisen.

### Inquisitionsmuseum
Die Spanische Inquisition wurde 1478 von den Katholischen Königen eingerichtet, und erst 1834 de facto abgeschafft.
Im Palast der Vergessenen werden mehr als 70 Folterinstrumente ausgestellt, die vom europäischen und spanischen Inquisitionsgericht verwendet wurden. Streichmusik, „weich wie das Licht, das durch seine Räume fließt“, führt den Besucher über den „Pfad des Terrors“ zu der über die beiden Etagen verteilten Sammlung von Folterinstrumente. Charakteristische Elemente wie ein Folterrad mit einem daran gebundenen Skelett oder ein Sanbenito begleiten den Besucher auf dem Rundgang.

### Interaktive Flamenco-Ausstellung
Der erste Stock beherbergt die interaktive Flamenco-Ausstellung, die entworfen wurde, um "ein Erlebnis zu schaffen, das die Vielfalt der Empfindungen, die der Flamenco hervorruft, nachbildet". In diesem Raum lernt der Besucher die Vergangenheit und Gegenwart des Flamenco, Rhythmen und Stimmlagen kennen. Konzipiert für ein „sensorisches Experimentieren“ werden seine Tänze und Einflüsse in Form eines lebendigen Museums nachgebildet – unter Beteiligung des Publikums und unterstützt durch interaktive Multimedia-Anwendungen.